# Océane Dodin
Océane Dodin (Lille, 24 de octubre de 1996) es una jugadora de tenis francesa.
Su mejor clasificación en la WTA fue la número 46 del mundo, que llegó el 12 de junio de 2017. Hasta la fecha, ha ganado ocho títulos individuales y ninguno en dobles en el ITF tour. Llegó a semifinales del Torneo de París 2014 de Limoges.

## Títulos WTA (1; 1+0)

### Individuales (1)
| Leyenda                    |
| Grand Slam (0)             |
| WTA Tour Championships (0) |
| Premier Mandatory (0)      |
| Premier 5 (0)              |
| Premier (0)                |
| International (1)          |

| No. | Fecha                    | Torneo | Superficie | Oponente en la final | Resultado |
| 1.  | 18 de septiembre de 2016 | Quebec | Dura (i)   | Lauren Davis         | 6-4, 6-3  |

## Títulos ITF

### Individual (11)
| Torneos de $100,000 |
| Torneos de $75,000  |
| Torneos de $50,000  |
| Torneos de $25,000  |
| Torneos de $15,000  |
| Torneos de $10,000  |

| N.º | Fecha                    | Torneo                            | Superficie    | Oponentes            | Resultado     |
| --- | ------------------------ | --------------------------------- | ------------- | -------------------- | ------------- |
| 1.  | 22 de abril de 2013      | Les Franqueses del Vallès, España | Dura          | Tess Sugnaux         | 6-3, 6-3      |
| 2.  | 13 de mayo de 2014       | Antalya, Turquía                  | Dura          | Alexa Guarachi       | 4-6, 6-4, 6-3 |
| 3.  | 23 de junio de 2014      | Amarante, Portugal                | Dura          | Valeriya Strakhova   | 6-3, 6-2      |
| 4.  | 16 de septiembre de 2014 | Shrewsbury, Reino Unido           | Dura          | Carina Witthöft      | 6-4, 6-3      |
| 5.  | 18 de noviembre de 2014  | Zawada , Polonia                  | Dura          | Jeļena Ostapenko     | 7-5, 6-4      |
| 6.  | 16 de noviembre de 2015  | Shrewsbury, Reino Unido           | Dura          | Freya Christie       | 7–6(3), 7–5   |
| 7.  | 3 de noviembre de 2016   | Barcelona, España                 | Tierra batida | Ioana Loredana Roșca | 6–3, 6–4      |
| 8.  | 24 de octubre de 2016    | Poitiers, Francia                 | Dura (i)      | Lauren Davis         | 6–4, 6–2      |
| 9.  | Octubre de 2019          | Cherbourg-en-Cotentin, Francia    | Dura (i)      | Harmony Tan          | 6–4, 6–2      |
| 10. | Marzo de 2020            | Mâcon, Francia                    | Dura (i)      | Jessika Ponchet      | 3–6, 6–1, 6–3 |
| 11. | Octubre de 2020          | Reims, Francia                    | Dura (i)      | Liudmila Samsonova   | 6–4, 6–2      |

### Finalista (9)
| N.º | Fecha                   | Torneo                 | Superficie    | Oponentes          | Resultado          |
| --- | ----------------------- | ---------------------- | ------------- | ------------------ | ------------------ |
| 1.  | 22 de julio de 2014     | Valladolid, España     | Dura          | Laura Pous Tió     | 6-4, 5-7, 2-6      |
| 2.  | 18 de noviembre de 2014 | Poitiers, Francia      | Dura          | Tímea Babos        | 3-6, 6-4, 5-7      |
| 3.  | Agosto de 2015          | Westende, Bélgica      | Dura          | Mihaela Buzărnescu | 1–6, 1–6           |
| 4.  | Julio de 2016           | Contrexéville, Francia | Tierra batida | Pauline Parmentier | 1-6, 1-6           |
| 5.  | Agosto de 2016          | Koksijde, Bélgica      | Tierra batida | Richèl Hogenkamp   | 3–6, 6–4, 3–6      |
| 6.  | Julio de 2019           | Corroios, Portugal     | Dura          | Pemra Özgen        | 6–3, 4–6, 3–6      |
| 7.  | Agosto de 2019          | Koksijde, Bélgica      | Tierra batida | Richèl Hogenkamp   | 6–4, 1–6, 4–6      |
| 8.  | Agosto de 2019          | Saint-Étienne, Francia | Dura (i)      | Ana Bogdan         | w/o                |
| 9.  | Noviembre de 2021       | Nantes, Francia        | Tierra batida | Anhelina Kalinina  | 6–7(4–7), 0–1 ret. |